# Championnat de Tchéquie de football 2024-2025
Navigation
Édition précédente Édition suivante
La První Liga 2024-2025, nommée Chance Liga pour des raisons de parrainage, est la 32e édition du championnat de Tchéquie de football. Elle débute le 20 juillet 2024 et s'achève le 1er juin 2025.
Lors de cette saison, le Sparta Prague remet son titre en jeu face aux 15 autres équipes, dont le promu Dukla Prague.

## Format
La Tchéquie ayant désormais cinq places européennes, le format est légèrement modifié.
Après la saison régulière, soit la trentième journée, le championnat est scindé en trois groupes :
- La poule championnat, qui réunit les six premiers de la saison régulière. L'intégralité des points obtenus sont conservés et elle prend la forme d'un mini-championnat où chaque équipe s'affronte à une reprise pour un total de cinq rencontres. À l'issue de ces rencontres, le premier du groupe est désigné champion national et se qualifie pour la Ligue des champions de l'UEFA 2025-2026. Le deuxième se qualifie pour le deuxième tour de qualification de la Ligue des champions de l'UEFA 2025-2026. Le troisième obtient une place pour le deuxième tour de qualification de la Ligue Europa 2025-2026. Contrairement à la saison passée, aucun barrage européen n'est joué et le quatrième se qualifie pour le deuxième tour de qualification de la Ligue Conférence 2025-2026. Le vainqueur de la Coupe de Tchéquie joue quant à lui les barrages de la Ligue Europa 2025-2026.
- Des play-offs voient les quatre équipes classées entre la septième et la dixième place s'affronter deux-à-deux sous forme de confrontations en deux manches, dont le vainqueur, contrairement à la saison passé, n'obtient aucune qualification pour un barrage européen mais seulement une récompense financière. Le vainqueur est classé officiellement 7e, le finaliste 8e et les demi-finalistes 9e et 10e, le rang étant départagé par leur classement en saison régulière.
- La poule relégation se passe de manière similaire à la poule championnat, réunissant cette fois les six dernières équipes de la saison régulière qui s'affrontent à une reprise pour un total de cinq matchs joués pour chaque. À l'issue de ces rencontres, le dernier de la poule est directement relégué en deuxième division, tandis que le 14e et le 15e disputent les barrages de maintien/relégation[1].

## Participants
| \| Bohemians Jablonec Karviná M. Boleslav Slavia Slovácko Liberec Sparta Teplice Plzeň Králové Olomouc Ostrava České Budějovice Pardubice Dukla \| Localisation des clubs. |
| Bohemians Jablonec Karviná M. Boleslav Slavia Slovácko Liberec Sparta Teplice Plzeň Králové Olomouc Ostrava České Budějovice Pardubice Dukla                               |

Légende des couleurs
- Troisième tour de qualification de la Ligue des champions 2024-2025
- Deuxième tour de qualification de la Ligue des champions 2024-2025
- Troisième tour de qualification de la Ligue Europa 2024-2025
- Deuxième tour de qualification de la Ligue Conférence 2024-2025
- Promu de Druhá Liga 2023-2024

| Club                       | Se maintient depuis | Classement 2023-2024 | Stade                                            | Capacité théorique |
| -------------------------- | ------------------- | -------------------- | ------------------------------------------------ | ------------------ |
| AC Sparta Prague           | 1993                | 1er                  | epet ARENA                                       | 18 887             |
| SK Slavia Prague           | 1993                | 2e                   | Fortuna Arena                                    | 19 370             |
| FC Viktoria Plzeň          | 2005                | 3e                   | Doosan Arena                                     | 11 700             |
| FC Baník Ostrava           | 2017                | 4e                   | Městský Stadion                                  | 15 163             |
| FK Mladá Boleslav          | 2004                | 5e                   | Lokotrans Aréna (en)                             | 5 000              |
| 1. FC Slovácko             | 2009                | 6e                   | Městský fotbalový stadion Miroslava Valenty (en) | 8 121              |
| FC Hradec Králové          | 2021                | 7e                   | Malšovická aréna (en)                            | 9 300              |
| FK Teplice                 | 1996                | 8e                   | Na Stínadlech                                    | 18 221             |
| FC Slovan Liberec          | 1993                | 9e                   | Stadion u Nisy                                   | 9 900              |
| SK Sigma Olomouc           | 2017                | 10e                  | Stade Andrův                                     | 12 560             |
| FK Jablonec                | 1994                | 11e                  | Stadion Střelnice                                | 6 108              |
| FK Pardubice               | 2020                | 12e                  | CFIG Arena (en)                                  | 4 620              |
| Bohemians 1905             | 2013                | 13e                  | Stade Ďolíček                                    | 6 300              |
| MFK Karviná                | 2023                | 14e                  | Městský stadion (en)                             | 4 833              |
| SK Dynamo České Budějovice | 2019                | 15e                  | Stadion Střelecký ostrov (en)                    | 6 681              |
| Dukla Prague               | 2024                | 1er (D2)             | Stadion Juliska                                  | 8 150              |

1. 1 2 3  On ne peut pas exactement parler de promotion pour ces clubs puisqu'ils ont directement rejoint le championnat dès sa date de création en 1993. Depuis cette date, ils n'ont jamais connu de relégation.

## Compétition

### Règlement
Le classement est établi sur le barème de points classique, une victoire valant trois points, un match nul un seul et une défaite aucun.
En cas d'égalité de points, les équipes concernées sont départagées dans un premier temps par le nombre de points dans la première phase, puis sur la base des résultats en confrontations directes (points, différence de buts et buts marqués), puis de la différence de buts générale, du nombre de buts marqués et enfin du classement au fair-play (le nombre de cartons obtenus au cours de la saison). Si l'égalité persiste après application de ces critères, les équipes concernées sont alors départagées par tirage au sort.

### Classement
| Rang | Équipe                     | Pts | J  | G  | N  | P  | Bp | Bc | Diff |
| ---- | -------------------------- | --- | -- | -- | -- | -- | -- | -- | ---- |
| 1    | SK Slavia Prague           | 78  | 30 | 25 | 3  | 2  | 61 | 11 | +50  |
| 2    | FC Viktoria Plzeň          | 65  | 30 | 20 | 5  | 5  | 59 | 28 | +31  |
| 3    | FC Baník Ostrava           | 64  | 30 | 20 | 4  | 6  | 52 | 26 | +26  |
| 4    | AC Sparta Prague T         | 62  | 30 | 19 | 5  | 6  | 56 | 33 | +23  |
| 5    | FK Jablonec                | 51  | 30 | 15 | 6  | 9  | 47 | 25 | +22  |
| 6    | SK Sigma Olomouc           | 43  | 30 | 12 | 7  | 11 | 46 | 41 | +5   |
| 7    | FC Slovan Liberec          | 42  | 30 | 11 | 9  | 10 | 45 | 31 | +14  |
| 8    | MFK Karviná                | 41  | 30 | 11 | 8  | 11 | 40 | 52 | -12  |
| 9    | FC Hradec Králové          | 40  | 30 | 11 | 7  | 12 | 33 | 31 | +2   |
| 10   | Bohemians 1905             | 34  | 30 | 8  | 10 | 12 | 32 | 42 | -10  |
| 11   | FK Mladá Boleslav          | 34  | 30 | 9  | 7  | 14 | 40 | 40 | 0    |
| 12   | FK Teplice                 | 34  | 30 | 9  | 7  | 14 | 32 | 42 | -10  |
| 13   | 1. FC Slovácko             | 30  | 30 | 7  | 9  | 14 | 25 | 51 | -26  |
| 14   | Dukla Prague P             | 24  | 30 | 5  | 9  | 16 | 23 | 47 | -24  |
| 15   | FK Pardubice               | 19  | 30 | 4  | 7  | 19 | 22 | 49 | -27  |
| 16   | SK Dynamo České Budějovice | 5   | 30 | 0  | 5  | 25 | 14 | 78 | -64  |

Qualifications
- 1er au 6e : qualification pour le groupe championnat
- 7e au 10e : qualification pour les play-offs
- 11e au 16e : qualification pour le groupe relégation

Abréviations
- T : Tenant du titre
- C : Vainqueur de la Coupe de Tchéquie
- P : Promu de Druhá Liga

### Résultats
| Résultats (▼dom., ►ext.)                                   | BOH | CBU | DUK | HKR | JAB | KAR | LIB | MLA | PCE | OLO | OST | PLZ | SLA | SLO | SPA | TEP |
| Bohemians 1905                                             |     | 1-0 | 3-1 | 0-3 | 1-2 | 3-3 | 0-0 | 2-2 | 0-0 | 0-1 | 2-1 | 1-2 | 0-4 | 3-3 | 1-2 | 1-1 |
| České Budějovice                                           | 0-0 |     | 0-0 | 0-2 | 2-3 | 2-3 | 0-0 | 0-4 | 1-3 | 0-2 | 0-4 | 0-3 | 0-4 | 0-2 | 0-2 | 1-1 |
| Dukla Prague                                               | 1-0 | 3-0 |     | 1-2 | 0-2 | 0-0 | 1-4 | 0-1 | 2-1 | 1-3 | 1-2 | 1-3 | 0-0 | 1-2 | 1-1 | 1-1 |
| Hradec Králové                                             | 2-2 | 1-0 | 1-0 |     | 1-1 | 1-1 | 0-2 | 2-1 | 3-0 | 1-1 | 0-1 | 0-1 | 1-1 | 3-0 | 0-2 | 1-0 |
| Jablonec                                                   | 0-1 | 5-0 | 2-1 | 2-0 |     | 5-0 | 0-0 | 2-0 | 1-0 | 0-0 | 3-1 | 0-0 | 1-2 | 4-2 | 1-2 | 3-0 |
| Karviná                                                    | 1-2 | 4-1 | 0-0 | 0-0 | 1-0 |     | 1-3 | 3-1 | 1-0 | 2-1 | 0-0 | 1-2 | 0-4 | 2-0 | 2-3 | 1-1 |
| Slovan Liberec                                             | 2-2 | 2-0 | 1-1 | 0-0 | 0-5 | 2-3 |     | 3-1 | 3-0 | 1-1 | 0-1 | 1-1 | 0-1 | 4-0 | 1-0 | 3-0 |
| Mladá Boleslav                                             | 1-2 | 4-0 | 0-1 | 3-0 | 0-1 | 1-1 | 1-0 |     | 2-2 | 1-3 | 0-0 | 0-2 | 0-2 | 3-0 | 2-2 | 2-1 |
| Pardubice                                                  | 2-0 | 0-0 | 0-1 | 2-1 | 2-0 | 0-1 | 1-1 | 0-3 |     | 2-2 | 2-3 | 0-0 | 0-2 | 0-1 | 1-2 | 0-1 |
| Sigma Olomouc                                              | 1-3 | 3-0 | 2-1 | 1-2 | 0-0 | 1-2 | 1-4 | 3-2 | 4-0 |     | 2-2 | 2-1 | 1-2 | 2-1 | 1-2 | 2-1 |
| Baník Ostrava                                              | 1-0 | 2-1 | 6-0 | 1-0 | 1-0 | 2-1 | 2-0 | 2-1 | 5-2 | 1-0 |     | 1-3 | 0-1 | 3-1 | 1-1 | 2-0 |
| Viktoria Plzeň                                             | 2-0 | 7-2 | 4-2 | 1-0 | 3-2 | 5-0 | 3-2 | 1-1 | 2-0 | 2-1 | 0-1 |     | 1-3 | 2-0 | 1-0 | 1-1 |
| Slavia Prague                                              | 2-0 | 4-0 | 3-0 | 2-1 | 3-0 | 5-1 | 1-0 | 1-0 | 2-0 | 2-0 | 1-0 | 3-0 |     | 2-0 | 2-1 | 2-1 |
| Slovácko                                                   | 0-0 | 2-1 | 0-0 | 1-5 | 0-0 | 2-1 | 0-4 | 1-1 | 1-1 | 2-2 | 1-0 | 1-0 | 0-0 |     | 0-2 | 0-2 |
| Sparta Prague                                              | 1-0 | 2-1 | 2-0 | 3-0 | 2-1 | 4-1 | 2-1 | 2-0 | 2-1 | 2-3 | 1-3 | 2-4 | 2-0 | 2-2 |     | 1-1 |
| Teplice                                                    | 1-2 | 5-2 | 1-1 | 1-0 | 0-1 | 1-3 | 2-1 | 1-2 | 2-0 | 1-0 | 2-3 | 0-2 | 1-0 | 1-0 | 1-4 |     |
| - Victoire à domicile - Match nul - Victoire à l'extérieur |     |     |     |     |     |     |     |     |     |     |     |     |     |     |     |     |

### Groupe championnat
| Rang | Équipe             | Pts | J  | G  | N | P  | Bp | Bc | Diff |
| ---- | ------------------ | --- | -- | -- | - | -- | -- | -- | ---- |
| 1    | SK Slavia Prague   | 90  | 35 | 29 | 3 | 3  | 77 | 18 | +59  |
| 2    | FC Viktoria Plzeň  | 74  | 35 | 23 | 5 | 7  | 71 | 36 | +35  |
| 3    | FC Baník Ostrava   | 71  | 35 | 22 | 5 | 8  | 58 | 34 | +24  |
| 4    | AC Sparta Prague T | 63  | 35 | 19 | 6 | 10 | 61 | 44 | +17  |
| 5    | FK Jablonec        | 63  | 35 | 19 | 6 | 10 | 60 | 33 | +27  |
| 6    | SK Sigma Olomouc C | 45  | 35 | 12 | 9 | 14 | 48 | 53 | -5   |

| Résultats (▼dom., ►ext.)                                   | SLA | PLZ | OST | SPA | JAB | OLO |
| Slavia Prague                                              |     | 4-3 | 3-0 | 2-1 |     |     |
| Viktoria Plzeň                                             |     |     | 1-2 | 2-0 | 4-1 |     |
| Baník Ostrava                                              |     |     |     | 3-2 | 1-2 | 0-0 |
| Sparta Prague                                              |     |     |     |     | 1-3 | 1-1 |
| Jablonec                                                   | 3-2 |     |     |     |     | 4-0 |
| Sigma Olomouc                                              | 0-5 | 1-2 |     |     |     |     |
| - Victoire à domicile - Match nul - Victoire à l'extérieur |     |     |     |     |     |     |

Qualifications européennes
Ligue des champions 2025-2026
- 1er : phase de ligue

- 2e : deuxième tour de qualification

Ligue Europa 2025-2026
- C : barrages

- 3e : deuxième tour de qualification

Ligue Conférence 2025-2026
- 4e : deuxième tour de qualification

Abréviations
- T : Tenant du titre
- C : Vainqueur de la Coupe de Tchéquie

### Play-offs
Les clubs classés de la 7e à la 10e place se rencontrent dans un tournoi à élimination directe, le vainqueur remporte un bonus financier.
|  | Demi-finales     | Demi-finales     | Demi-finales     | Demi-finales     |                |                | Finale            | Finale            | Finale            | Finale            |
|  |                  |                  |                  |                  |                |                |                   |                   |                   |                   |
|  | 4 et 10 mai 2025 | 4 et 10 mai 2025 | 4 et 10 mai 2025 | 4 et 10 mai 2025 |                |                | 18 et 25 mai 2025 | 18 et 25 mai 2025 | 18 et 25 mai 2025 | 18 et 25 mai 2025 |
|  | 10e              | Bohemians 1905   | 4                | 0                |                |                | 18 et 25 mai 2025 | 18 et 25 mai 2025 | 18 et 25 mai 2025 | 18 et 25 mai 2025 |
|  | 10e              | Bohemians 1905   | 4                | 0                |                |                | 18 et 25 mai 2025 | 18 et 25 mai 2025 | 18 et 25 mai 2025 | 18 et 25 mai 2025 |
|  | 7e               | Slovan Liberec   | 1                | 1                |                |                | 18 et 25 mai 2025 | 18 et 25 mai 2025 | 18 et 25 mai 2025 | 18 et 25 mai 2025 |
|  | 7e               | Slovan Liberec   | 1                | 1                | Bohemians 1905 | Bohemians 1905 | 1                 | 0                 |                   |                   |
|  | 3 et 11 mai 2025 |                  |                  |                  | Bohemians 1905 | Bohemians 1905 | 1                 | 0                 |                   |                   |
|  |                  |                  | Hradec Králové   | Hradec Králové   | 0              | 2              |                   |                   |                   |                   |
|  | 9e               | Hradec Králové   | Hradec Králové   | Hradec Králové   | 0              | 2              | 1                 | 4                 |                   |                   |
|  | 9e               | Hradec Králové   |                  |                  |                |                |                   | 4                 |                   |                   |
|  | 8e               | Karviná          | 0                | 0                |                |                |                   |                   |                   |                   |
|  | 8e               | Karviná          | 0                | 0                |                |                |                   |                   |                   |                   |

### Groupe relégation
| Rang | Équipe                     | Pts | J  | G  | N  | P  | Bp | Bc | Diff |
| ---- | -------------------------- | --- | -- | -- | -- | -- | -- | -- | ---- |
| 11   | FK Teplice                 | 44  | 35 | 12 | 8  | 15 | 41 | 45 | -4   |
| 11   | FK Mladá Boleslav          | 41  | 35 | 11 | 8  | 16 | 48 | 48 | 0    |
| 13   | 1. FC Slovácko             | 38  | 35 | 9  | 11 | 15 | 31 | 56 | -25  |
| 14   | Dukla Prague P             | 34  | 35 | 8  | 10 | 17 | 34 | 55 | -21  |
| 15   | Pardubice                  | 25  | 35 | 6  | 7  | 22 | 25 | 56 | -31  |
| 16   | SK Dynamo České Budějovice | 6   | 35 | 0  | 6  | 29 | 16 | 86 | -70  |

| Résultats (▼dom., ►ext.)                                   | MLA | TEP | SLO | DUK | PCE | CBU |
| Teplice                                                    |     |     | 1-0 | 2-2 | 3-0 |     |
| Mladá Boleslav                                             | 1-0 |     | 2-2 | 2-3 |     |     |
| Slovácko                                                   |     |     |     | 3-2 | 1-0 | 0-0 |
| Dukla Prague                                               |     |     |     |     | 2-0 | 2-1 |
| FK Pardubice                                               |     | 2-1 |     |     |     | 1-0 |
| České Budějovice                                           | 1-2 | 0-3 |     |     |     |     |
| - Victoire à domicile - Match nul - Victoire à l'extérieur |     |     |     |     |     |     |

Relégation en Druhá Liga 2025-2026
- 14e et 15e : barrages de relégation
- 16e : relégation

Abréviations
- P : Promu de Druhá Liga

### Barrages de relégation
Le quatorzième et le quinzième du championnat affrontent respectivement le troisième et le deuxième de la deuxième division, à la fin de la saison dans le cadre d'un barrage aller-retour les 29 mai et 1er juin 2025.
| Équipe                 | Aller | Total                | Retour   | Équipe                  |
| ---------------------- | ----- | -------------------- | -------- | ----------------------- |
| MFK Vyškov (en) (D2-3) | 0 - 0 | 1 - 1 2 - 4 t. a. b. | 1 - 1 ap | Dukla Prague (D1-14)    |
| FK Pardubice (D1-15)   | 2 - 0 | 2 - 1                | 0 - 1    | MFK Chrudim (en) (D2-2) |

Légende des couleurs
- Le club se maintient ou est promu en première division.
- Le club reste ou est relégué en deuxième division.

## Bilan de la saison
| Championnat de Tchéquie de football 2024-2025 |                             |
| Champion                                      | SK Slavia Prague (8e titre) |
| Dauphin                                       | FC Viktoria Plzeň           |
| Coupes et trophées                            |                             |
| Vainqueur de la Coupe de Tchéquie 2024-2025   | SK Sigma Olomouc            |
| Qualifications continentales                  |                             |
| Ligue des champions 2025-2026                 | SK Slavia Prague            |
| Ligue des champions 2025-2026                 | FC Viktoria Plzeň           |
| Ligue Europa 2025-2026                        | SK Sigma Olomouc            |
| Ligue Europa 2025-2026                        | FC Baník Ostrava            |
| Ligue Conférence 2025-2026                    | AC Sparta Prague            |
| Promotions et relégations                     |                             |
| Promus en První Liga                          | FC Zlín                     |
| Relégués en Druhá Liga                        | SK Dynamo České Budějovice  |

|    | Joueur        | Équipe            | But inscrit |
| 1. | Jan Kliment   | SK Sigma Olomouc  | 18          |
| 2. | Tomáš Chorý   | SK Slavia Prague  | 14          |
| 3. | Ewerton (en)  | FC Baník Ostrava  | 13          |
| 3. | Filip Vecheta | MFK Karviná       | 13          |
| 3. | Pavel Šulc    | FC Viktoria Plzeň | 13          |

|    | Joueur                   | Équipe            | Passes décisives |
| 1. | Lukáš Provod             | SK Slavia Prague  | 12               |
| 2. | Filip Zorvan (en)        | SK Sigma Olomouc  | 10               |
| 3. | Giannis Fivos Botos (en) | SK Slavia Prague  | 9                |
| 3. | Vasil Kušej              | SK Slavia Prague  | 9                |
| 3. | Pavel Šulc               | FC Viktoria Plzeň | 9                |